# 1656 au théâtre
| Années du théâtre : 1653 - 1654 - 1655 - 1656 - 1657 - 1658 - 1659    |
| Décennies du théâtre : 1620 - 1630 - 1640 - 1650 - 1660 - 1670 - 1680 |

## Pièces de théâtre publiées
- Osman, tragédie de Tristan L'Hermite, Paris, Guillaume de Luynes

## Pièces de théâtre représentées
- 16 décembre : Le Dépit amoureux, comédie de Molière, à Béziers.
- Timocrate, tragédie de Thomas Corneille, à Paris.

## Naissances
- 3 août : Jean Galbert de Campistron, auteur dramatique français, mort le 11 mai 1723.
- Date précise non connue : 
  - Palamède Tronc de Codolet, auteur dramatique français d'expression occitane, mort le 22 mai 1722.
- Vers 1656 : 
  - Jean Quinault, acteur français, sociétaire de la Comédie-Française, mort avant juin 1728.

## Décès
- Date précise non connue :
  - Andrea Calcese, comédien italien, un des plus fameux interprètes du rôle de Polichinelle, né en 1595.